# TV Saarwellingen
Der TV Germania 1892 Saarwellingen e.V. ist ein deutscher Sportverein mit Sitz in der saarländischen Gemeinde Saarwellingen im Landkreis Saarlouis.

## Abteilungen

### Volleyball
Der ersten Männer-Mannschaft gelang zur Saison 1985/86 der Aufstieg in die 2. Bundesliga Süd. Nach dem Ende der Spielzeit stieg die Mannschaft jedoch sofort wieder mit 6:34 Punkten über den 10. Platz in die Regionalliga ab.
Mittlerweile spielt die Mannschaft in der Verbandsliga.